# Chromalizus procerus
Chromalizus procerus là một loài bọ cánh cứng trong họ Cerambycidae.